# Tatort: Er wird töten
Er wird töten ist ein Fernsehfilm aus der Fernseh-Kriminalreihe Tatort der ARD und des ORF. Der Film wurde von Radio Bremen produziert und am 9. Juni 2013 zum ersten Mal gesendet. Es ist die 876. Folge der Tatort-Reihe. Hauptkommissarin Inga Lürsen (Sabine Postel) wird in ihrem 28. Fall mit dem Mord an ihrem Kollegen Leo Uljanoff konfrontiert. Da zwischen Uljanoff und Lürsen eine Liebesbeziehung bestand, ist dieser Fall für Lürsen einer ihrer schwersten. Zusammen mit ihrem inzwischen aus Afghanistan zurückgekehrten Kollegen Nils Stedefreund (Oliver Mommsen), für den es sein 23. Fall ist, versucht sie herauszubekommen, warum Uljanoff sterben musste.

## Handlung
Kriminalhauptkommissarin Inga Lürsen und Kriminaloberkommissar Leo Uljanoff, die seit ihrer Zusammenarbeit im Fall Puppenspieler eine Liebesbeziehung miteinander führen, reden in der Art eines Verhörs über ihr Verhältnis. Uljanoff überredet Lürsen dazu, mit ihm und einigen Kollegen kegeln zu gehen. Kurz darauf wird ihm im WC des Polizeipräsidiums von einem unbekannten Täter von hinten ein Messer in den Rücken gerammt, worauf er zusammenbricht und liegen bleibt.
Etwa zur selben Zeit taucht Lürsens Kollege Stedefreund im Präsidium auf, der aus Afghanistan zurückgekehrt ist, wo er an einem mehrmonatigen Schulungsaufenthalt teilgenommen hatte. Lürsen wird von einer Kollegin zu einer Frau gerufen, die ihre Wohnung verwüstet und mit Drohsprüchen versehen vorgefunden hatte und nun zitternd auf einem Stuhl im Präsidium sitzt und immer wieder stammelt: „Er wird töten.“ Auf Lürsens Bitte begibt sich Stedefreund zur Toilette, um Uljanoff zu suchen, und findet den Kollegen tot in einer Blutlache liegend. Lürsen kommt hinzu und erstarrt. Auch die zitternde Frau sieht den toten Uljanoff und bekommt einen Schreikrampf.
Da Lürsen befangen ist, darf sie den Fall offiziell nicht übernehmen. Sie macht jedoch ihrem Kollegen Joost Brauer unmissverständlich klar, dass sie den Fall will. Brauer stimmt zu mit der Einschränkung, dass er den Fall offiziell leite, aber natürlich jede Hilfe brauchen könne. Es stellt sich heraus, dass Uljanoff durch einen Stich direkt ins Herz getötet wurde, so dass der Täter höchstwahrscheinlich genau gewusst haben muss, was er tat. Brauer lässt das Gebäude von einem SEK durchsuchen in der Annahme, dass der Täter es noch nicht verlassen hat, doch vergeblich.
Durch Fotos auf dem Handy der fremden Frau kann Lürsen endlich feststellen, dass es sich um Dr. Marie Schemer handelt, eine Unfallchirurgin mit sehr gutem Ruf. Nun beschuldigt sie ihren Mann Joseph Vegener, er habe vor Jahren die gemeinsame Tochter Christina getötet und werde nun weiter töten. Sie erzählt, wie sie damals dazugekommen sei, als er die kleine Tochter wie eine Puppe geschüttelt habe. Stedefreund findet inzwischen heraus, dass Schemer inzwischen mit dem Rechtsmediziner Theo Kiempholz zusammenlebt und ihr Ex-Mann Vegener vor acht Jahren wegen Kindstötung verurteilt worden ist, vor acht Tagen jedoch wegen guter Führung vorzeitig aus dem Gefängnis entlassen wurde. Er hatte die Auflage, sich zweimal pro Woche im Polizeikommissariat zu melden. Leo Uljanoff war einer der Beamten, der den Fall bearbeitete, und könnte nun aus Rache Vegeners Opfer geworden sein. Brauer lässt nach Vegener fahnden.
Kurz nachdem Marie Schemer während der Befragung alleine auf die Toilette geht, werden die Polizisten durch ihre erneuten Schreie hinzugerufen. Schemer sitzt blutend in einer Ecke und wurde anscheinend durch ein Messer am Arm verletzt. Wieder beschuldigt sie ihren Ex-Mann der Tat, doch der ist unauffindbar.
Von Rechtsmediziner Dr. Katzmann erfährt Lürsen, dass das Messer, mit dem Schemer verletzt und Uljanoff getötet wurde, dasselbe ist. Schemer lehnt die Hilfe eines Psychologen ab. Als Lürsen und Stedefreund bei Robert Vegener, dem Zwillingsbruder von Joseph, klingeln, ist der völlig außer sich. All die Jahre musste er unter den Anfeindungen der Nachbarschaft leiden. Schließlich können die Ermittler Joseph stellen und vernehmen ihn im Kommissariat. Er bestreitet, etwas mit dem Tod seiner Tochter zu tun zu haben, und erzählt Lürsen seine Version der Geschichte. Er sei damals abends nach Hause gekommen, habe seine Tochter bereits tot vorgefunden und sie vor Trauer und Hilflosigkeit geschüttelt, als seine Frau hinzugekommen sei und ihn darauf des Mordes beschuldigt habe.
Stedefreund kommt auf die Idee, dass Robert Vegener sich für seinen Bruder ausgegeben hat, was der auch zugibt. Er war anstelle von Joseph im Präsidium, um der Meldepflicht des Bruders nachzukommen, und bringt sich dadurch in den Verdacht, der Mörder Uljanoffs zu sein, da sein angebliches Verlassen des Gebäudes zunächst nicht durch die Überwachungskameras belegt werden kann. Lürsen arrangiert, dass sich die Brüder während der Vernehmung wie zufällig zu Gesicht bekommen. Robert war der einzige, der in all den Jahren zu Joseph gehalten und ihm geglaubt hat. Da Joseph nun annimmt, sein Bruder wolle sich für ihn opfern, gesteht er plötzlich den Mord an seiner Tochter und an Uljanoff, doch Lürsen erkennt, dass er Robert nur schützen will, denn er kann den Tathergang nicht genau nacherzählen.
Der Obduktionsbericht über den Tod der kleinen Christine gibt an, dass Schütteln zum Tod des Kindes führte. Er wurde von Dr. Theo Kiempholz unterzeichnet, dem Lebensgefährten von Marie Schemer. Als Lürsen eine Exhumierung der Kinderleiche androht, will Marie Schemer sich mit Tabletten das Leben nehmen, was Lürsen und Stedefreund verhindern. Endlich gesteht sie, wie es damals wirklich war. Als Assistenzärztin sollte sie ihre erste große Operation durchführen und gab deshalb ihrer Tochter ein Schlafmittel, was sie auch früher schon getan habe. Diesmal sei das Kind nicht wieder erwacht und von Joseph Vegener tot aufgefunden worden. Ihr Vater und Theo Kiempholz, mit dem sie schon damals ein Verhältnis hatte, redeten ihr dann zu, es so hinzustellen, als habe Joseph Vegener seine Tochter zu Tode geschüttelt. Kiempholz stellte den passenden Totenschein aus. Als sie erfuhr, dass Joseph entlassen wurde, tötete sie Leo Uljanoff aus Berechnung, um den Verdacht erneut auf ihren geschiedenen Mann fallen zu lassen, der dann wieder eingesperrt worden wäre. Sie habe seinen Blick nicht ertragen können, ist ihre Erklärung.

## Produktionsnotizen und Hintergrund
Gedreht wurde diese Tatort-Folge im Herbst 2012 in Bremen und Umgebung. Die Folge baut auf der vorhergehenden Bremer Folge Puppenspieler auf, in der Leo Uljanoff als neuer Kollege von Inga Lürsen eingeführt wurde.
Am Anfang des Films lehnt Leo die Übernahme des Wohnungsschlüssels von Inga Lürsen ab. Als er bereits tot ist, erhält sie ein Video, in dem Leo ihr mitteilt, dass er, wenn es nicht schon zu spät sei, sehr, sehr gern ihren Schlüssel haben würde, was Lürsen Tränen in die Augen treibt. Als Inga von Leo Abschied nehmen will, trifft sie auf seine Mutter Irina, die Alexander Puschkins „Ich liebte sie“ vorträgt: „Vielleicht ist dieses Feuer in meinem Herzen noch nicht ganz verglüht. Doch ihre Ruhe ist mir vor allem teuer, durch nichts betrüben will ich ihr Gemüt. Ich liebte sie stumm, hoffnungslos und schmerzlich in aller Qual, die solche Liebe gibt. Ich liebte sie, so wahrhaft und so herzlich, Gott geb, dass sie ein andrer je so liebt.“ Inga ist von diesen Worten zutiefst berührt und Leos Mutter erkennt, dass sie die Frau ist, von der ihr Sohn so liebevoll gesprochen hat und die er ihr bald vorstellen wollte. Zusammen stehen die Frauen am Schluss des Films am Sarg von Leo Uljanoff.
Der aus Afghanistan zurückgekehrte Nils Stedefreund wird immer wieder von seinen schlimmen Erlebnissen eingeholt, die deutliche Spuren bei ihm hinterlassen und sein Wesen verändert haben. Bilder dessen, was er erfahren musste, schieben sich ganz plötzlich vor sein geistiges Auge. Lürsen bemerkt, dass er immer wieder irgendwelche Pillen schluckt.
In der Mitte und am Ende des Films hört man den Song Kettering der Indy-Combo The Antlers.

## Rezeption

### Einschaltquoten
Er wird töten hatte bei seiner Erstausstrahlung am 9. Juni 2013 7,95 Mio. Zuschauer bei einem Marktanteil von 23,1 %. In der jungen Zielgruppe der 14- bis 49-Jährigen erreichte die Tatort-Folge 2,51 Mio. Zuschauer. Erstmals seit über zwei Jahren rutschte ein Bremer Tatort damit unter die Grenze von 8 Millionen Zuschauern.

### Kritik
Holger Gertz von der Süddeutschen titelte „Liebeserklärung post mortem“, kritisierte, dass es „mal wieder Logiklöcher“ gebe und fasste sein Urteil wie folgt zusammen: „Im Bremer ‚Tatort‘ wird Kommissar Uljanoff erstochen. Die persönliche Betroffenheit nimmt Inga Lürsen etwas von ihrem bisweilen tantenhaften Charme. Immerhin war zwischen den beiden ja Liebe im Spiel. Das auf das Wesentliche reduzierte Kammerspiel dreht sich um den Leitsatz: Leise ist laut genug.“
Sylvia Staude kam für die Frankfurter Rundschau zu dem Urteil, dass dies „kein harmlos münsterscher und auch kein dezenter Tatort [sei]“ und fuhr fort: „Es geht an diesem Sonntagabend mit einer Vehemenz um die ständige, bittere Nähe des Todes, wie es selbst im ‚Tatort‘ nicht oft darum geht. Sterben oder Überleben sind manchmal ‚messbar in Zentimetern‘, so der jedes Afghanistan-Abenteuers müde Stedefreund. Es fällt außerdem der Satz: ‚Es wird auch nie wieder gut, nie wieder.‘“
Für den Tagesspiegel zog Kurt Sagatz in seiner Kritik das Fazit, dass die „Aufklärung des Falls zum Psychodrama [gerate].“ Die Kamera von Marcus Kanter „verdien[e] ein Ausrufezeichen“ und „wie er den Aufbau des Einsatzraums im Präsidium zelebrier[e], [sei] einfach ein Hochgenuss.“ Weiter führte der Kritiker aus: „Dieser ‚Tatort‘ aus Bremen […] ist ein klassischer Krimi. Wer lügt? Wer sagt die Wahrheit? Und vor allem: Wer ist der Mörder? Genau um diese Fragen geht es. Ungewöhnlich hingegen ist die Dramaturgie: Die Ermittlungsergebnisse fallen nicht wie oft in TV-Krimis einfach vom Himmel. Bis sich der erste Verdächtige herausstellt, vergeht geraume Zeit. Inga Lürsen folgt keinen Eingebungen, sie und ihre Kollegen arbeiten hoch professionell.“
Lorenz Jäger von der Frankfurter Allgemeinen fasste sein Urteil in dem Satz zusammen: „Das nennt man prima Hausmannskost.“ Das sei „nicht ironisch gemeint“, denn „das Vermächtnis von Leo Uljanoff“ sei es gewesen, dass „Ermittlungen Schritt für Schritt“ betrieben werden sollten. Weiter führte Jäger aus: „Es gibt traurig-schöne Momente, in denen sich Inga Lürsen an ihren toten Liebhaber erinnert.“
Dagmar Weychardt kam für das Fernsehmagazin Hörzu zu dem Urteil, dass der Mord an Uljanoff die Freude über die Rückkehr Stedefreunds überschatte, außerdem habe Stedefreund „vom Auslandseinsatz das obligatorische Afghanistantrauma mitgebracht, das ihn härter und aggressiver mach[e].“ Zusammengefasst lautete das Urteil: „Intensives Kammerspiel um Verlust und Schuld. Mit den Themen Afghanistan, Trauerbewältigung, überlastetes Klinikpersonal und verkorkste Eltern-Kind-Beziehung werden allerdings ein paar seelische Abgründe zu viel aufgerissen. Dem starken Ensemble hätte eines dieser Problemfelder genügt. […] Tragische Verluste, traumatische Zäsuren: Bewegend, aber etwas hektisch, arbeitet der Fall vieles ab.“ Für Action und Spannung wurde je ein Punkt von drei möglichen, für Gefühl zwei Punkte vergeben. Das Gesamturteil lautete: „Gelungen“.
Das Fernsehmagazin Gong sprach von einer „vom Start weg packende[n] Handlung“, die die „lückenhafte Logik dieser Krimi-Tragödie übertünch[e].“ Das Gesamturteil lautete: „Die Thriller-Elemente des kammerspielartigen Falles sind beeindruckend. […] Gut inszeniertes Kammerspiel mit Logik-Lücken.“ Es wurden vier Punkte von sechs möglichen vergeben, was dem Gesamturteil „Gut“ entspricht.